# Maya Hawke

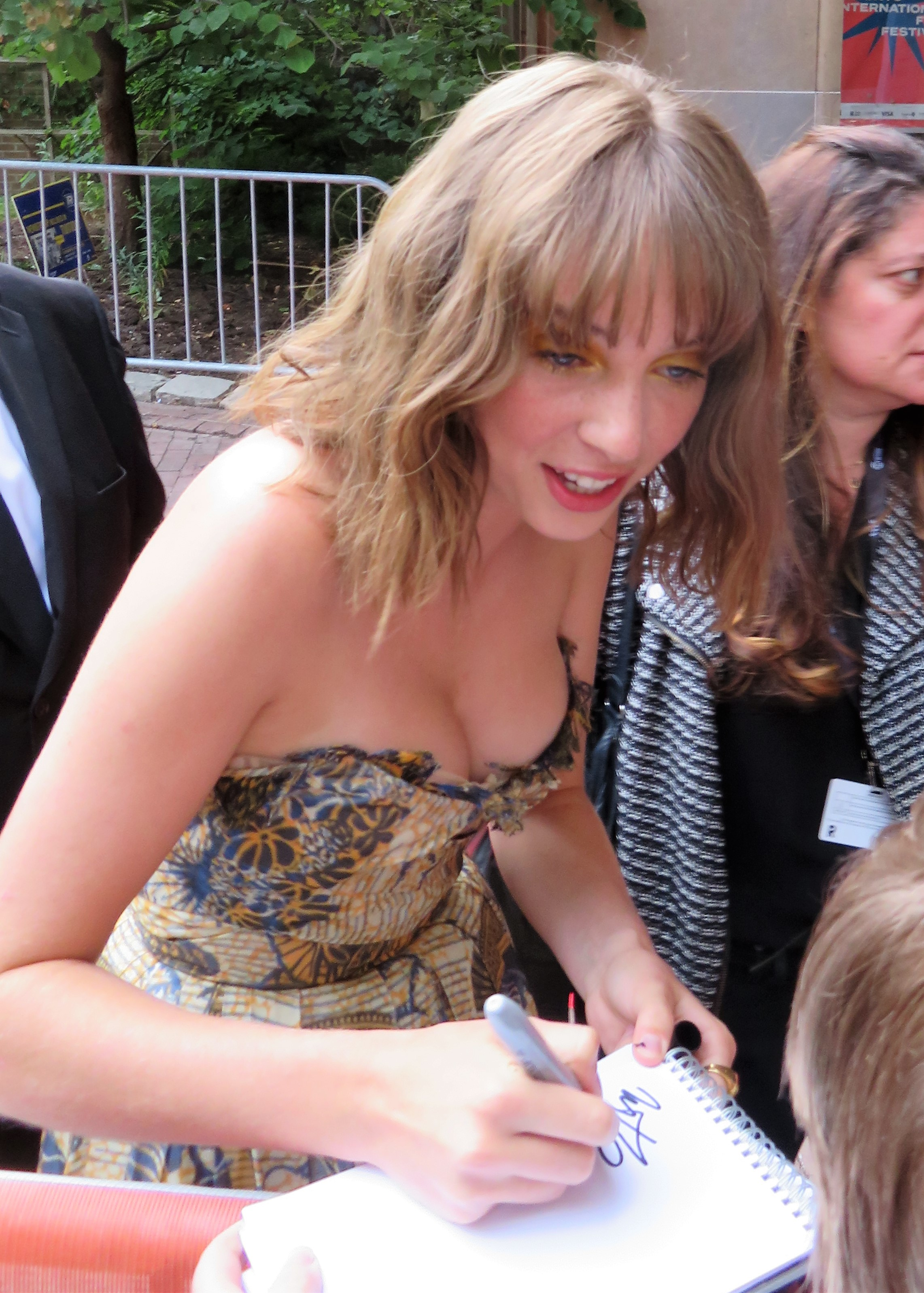
Maya Hawke (2019)

Maya Ray Thurman Hawke (ur. 8 lipca 1998 w Nowym Jorku) – amerykańska aktorka i modelka.
Jest córką aktorki i modelki Umy Thurman i aktora Ethana Hawke’a. Zadebiutowała na ekranie w 2017 roku jako Jo March w adaptacji BBC powieści Małe kobietki. Wciela się w rolę Robin Buckley w Stranger Things od trzeciego sezonu tego serialu.

## Życiorys
Hawke urodziła się 8 lipca 1998 w Nowym Jorku. Jej rodzice, Uma Thurman i Ethan Hawke, poznali się na planie Gattaca (1997), pobrali się w maju 1998, a rozwiedli się w 2005 roku. Jej brat, Levon, urodził się w 2002 roku. Ma dwie przyrodnie siostry (ur. 2008 i 2011) od strony ojca oraz jedną (ur. 2012) ze strony matki.
Ze strony ojca jest prawnuczką Tennessee Williamsa, a po stronie matki wnuczką buddyjskiego uczonego Roberta Thurmana i modelki Neny von Schlebrügge.
Przez dysleksję często zmieniała szkoły w czasie nauki w szkole podstawowej, zanim została ostatecznie zapisana do Saint Ann’s School, prywatnej szkoły na Brooklynie w Nowym Jorku, która kładzie nacisk na kreatywność artystyczną i nie ocenia pracy. Do szkoły tej uczęszczała z przyszłymi aktorami Fredem Hechingerem i Lucasem Hedgesem.
W sierpniu 2019 roku wydała dwa pierwsze single „To Love A Boy” i „Stay Open”. Utwory zostały napisane i nagrane przez Mayę i Jessego Harrisa, laureata nagrody Grammy, wokalistę i autora piosenek. W 2021 roku wydała swój kolejny singel „The Blue Hippo”, którego reżyserem był amerykański aktor Fred Hechinger.

## Filmografia
| Rok       | Tytuł                                          | Rola              | Uwagi              |
| --------- | ---------------------------------------------- | ----------------- | ------------------ |
| 2017      | Małe kobietki                                  | Jo March          | miniserial; 3 odc. |
| 2018      | Ladyworld                                      | Romy              |                    |
| 2019      | Pewnego razu... w Hollywood                    | Linda Kasabian    |                    |
| 2019      | Human Capital                                  | Shannon           |                    |
| 2019-2025 | Stranger Things                                | Robin Buckley     | w gł. obsadzie     |
| 2020      | Mainstream                                     | Frankie           |                    |
| 2021      | Italian Studies                                | Erin McCloud      |                    |
| 2021      | Ulica Strachu - część 1: 1994                  | Heather           |                    |
| 2022      | Zróbmy zemstę                                  | Eleanor           |                    |
| 2023      | Asteroid City                                  | June Douglas      |                    |
| 2023      | Interes życia                                  | Grace             |                    |
| 2023      | Maestro                                        | Jamie Bernstein   |                    |
| 2023      | Dziki kot                                      | Flannery O'Connor |                    |
| 2024      | W głowie się nie mieści 2                      | Obawa (głos)      |                    |
| 2026      | Igrzyska śmierci: Wschód słońca w dniu dożynek | Wiress            | w produkcji        |